# Rebeka nie zejdzie dziś na kolację
Rebeka nie zejdzie dziś na kolację – album polskiego zespołu Młynarski Plays Młynarski. Wydawnictwo ukazało się 10 października 2010 r. nakładem wytwórni muzycznej Mystic Production.
Album dotarł do 14. miejsca polskiej listy przebojów – OLiS. W 2011 r. płyta uzyskała nominację do nagrody polskiego przemysłu fonograficznego Fryderyka w kategorii Album Roku Piosenka Poetycka.

## Lista utworów
Opracowano na podstawie materiału źródłowego.
1. „Nie ma jak u mamy”
2. „Róbmy swoje”
3. „Fruwa twoja marynara”
4. „Ogrzej mnie”
5. „Ballada o dzikim zachodzie”
6. „Podchodzą mnie wolne numery”
7. „Ballada o tych co się za pewnie poczuli”
8. „Panowie, bądźcie dla nas dobrzy na zime”
9. „Lubię wrony”
10. „La valse du mal”
11. „Jesteśmy na wczasach”
12. „Szara kolęda” (gościnnie: Wojciech Młynarski)